# Новоолександрівська сільська рада (Олександрівський район)
| Новоолександрівська сільська рада — колишній орган місцевого самоврядування у Олександрівському районі Донецької області з адміністративним центром у c. Новоолександрівка. Сільській раді підпорядковані населені пункти: - c. Новоолександрівка - с. Єлизаветівка - с. Зелене - с. Карпівка - с. Новий Кавказ - с. Новобахметьєве - с. Новопригоже |

## Склад ради
Рада складається з 12 депутатів та голови.

## Керівний склад сільської ради
| ПІБ                           | Основні відомості                                                         | Дата обрання | Дата звільнення |
| ----------------------------- | ------------------------------------------------------------------------- | ------------ | --------------- |
| Писаренко Сергій Андрійович   | Сільський голова, 1956 року народження, освіта, член Партії регіонів      | 26.03.2006   | 31.10.2010      |
| Москаленко Наталія Миколаївна | Сільський голова, 1967 року народження, освіта вища, член Партії регіонів | 31.10.2010   |                 |

Примітка: таблиця складена за даними джерела